# みきわめ
みきわめは、日本の指定自動車教習所において、仮運転免許・運転免許を取得するための技能教習の教習効果を確認する手順の名称。修了検定および卒業検定の前に技能教習の一つとして実施される。
修了検定前のみきわめは道路交通法施行規則第33条第5項第1号ツに定められている教習効果の確認であり、卒業検定前のみきわめは同ネに定められている教習効果の確認である。

## 実施までの手順
各教習所によって多少異なるが、入校後、おおよそ
適性検査→先行学科→1段階技能・学科教習→効果測定・みきわめ→修了検定→仮免許学科試験→仮運転免許発行→2段階技能・学科教習→効果測定・みきわめ→卒業検定
という手順で2回おこなわれる。みきわめと効果測定（学科教習の教習効果を測定するもの）はどちらを先に行ってもよい。
担当する指導員が「良好」もしくは「不良」の判定を行う。みきわめで「良好」の判定を受け、なおかつ効果測定で一定点数以上に達しないと修了検定・卒業検定を受けられない。
みきわめを行うことのできる指導員は、技能検定員の資格のある指導員か、技能教習の経験が2年以上ある者か、技能教習の経験が2年未満の者で指定教習所の管理者が認定したものである。
卒業検定合格後に受講者は各都道府県公安委員会の運転免許試験場（運転免許センター）にて学科試験を受験し、合格後に免許証を交付される。